# Rhaphidophora moluccensis
Rhaphidophora moluccensis Engl. & K.Krause – gatunek wieloletnich, wiecznie zielonych pnączy z rodziny obrazkowatych, pochodzących z Wysp Korzennych, zasiedlających lasy deszczowe. Komórki tych roślin posiadają 60 chromosomów tworzących 30 par homologicznych.